# La Mesa (Califórnia)
La Mesa é uma cidade localizada no estado americano da Califórnia, no Condado de San Diego. Foi incorporada em 16 de fevereiro de 1912.

## Geografia
De acordo com o United States Census Bureau, a cidade tem uma área de 23,6 km², onde 23,5 km² estão cobertos por terra e 0,1 km² por água.

### Localidades na vizinhança
O diagrama seguinte representa as localidades num raio de 16 km ao redor de La Mesa.

## Demografia
Segundo o censo nacional de 2010, a sua população é de 57 065 habitantes e sua densidade populacional é de 2 426,53 hab/km². Possui 26 167 residências, que resulta em uma densidade de 1 112,68 residências/km².

## Notáveis
- Dave Mustaine (1961), guitarrista e cantor
- Frankie Hejduk (1974), futebolista da Seleção dos Estados Unidos de Futebol
- Bryan Andrew Bell, Pro-Inlineskate, patinador